# Richie Ramone

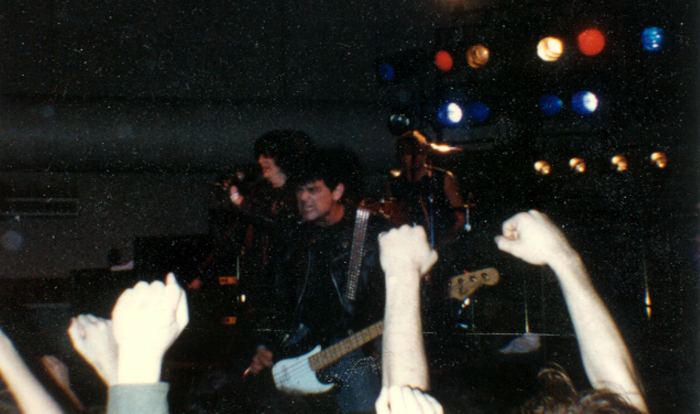
Richie Ramone kan här ses längst till höger i bild, bakom trumsetet.

Richie Ramone, egentligen Richard Reinhardt, född 11 augusti 1957 i Passaic, New Jersey, är en amerikansk trummis, mest känd som medlem i punkbandet Ramones. Richie värvades till bandet 1983 efter att trummisen Marky Ramone blivit sparkad. Han spelade med gruppen på tre album, Too Tough to Die, Animal Boy och Halfway to Sanity, innan han hoppade av 1987. Han skrev också några av gruppens låtar under perioden, varav den mest kända förmodligen är "Somebody Put Something in My Drink" från Animal Boy.